# Tomas Tranströmer
Tomas Tranströmer, född 15 april 1931 i Stockholm, död 26 mars 2015 i Sofia församling i Stockholm, var en svensk poet, översättare och psykolog. Tranströmer tilldelades Nobelpriset i litteratur 2011 efter att i många år ha varit ett återkommande namn i förhandsdiskussionerna till priset. Tranströmers litteratur är översatt till ett sextiotal språk.

## Biografi
Tomas Tranströmer var son till redaktören Gösta Tranströmer (1901–1977) och Helmy, ogift Westerberg (1898–1969), samt halvbror till Britten Lagerkvist Tranströmer. Namnet Tranströmer tog fadern i vuxen ålder efter att han flyttat från det privata barnhemmet i Nacka vars föreståndarinna hette Tranström. Föräldrarna skildes när han var barn, och därefter träffade han inte sin omgifte far så ofta. Modern, som var dotter till en lots, försörjde familjen som lärarinna på Östermalm i Stockholm. De bodde i en tvårumslägenhet på Folkungagatan 57 på Södermalm. Somrarna tillbringade de ute i skärgården, på Runmarö hos morfadern, som Tranströmer återkommer till i sin diktning. Hans intresse för vetenskap och konstnärligt utövande vaknade tidigt och påverkades av hans vistelser i skärgården, där han bland annat samlade insekter.
Efter studentexamen vid Södra Latinläroverket skrevs Tranströmer in vid Stockholms högskola, där han läste litteraturhistoria med poetik, och blev filosofie kandidat 1956. Dessutom tog han yrkesexamen som psykolog. Året efter examen anställdes han vid Psykotekniska institutet vid Stockholms högskola. 1958 gifte sig Tomas Tranströmer med Monica Bladh, och makarna bodde på Stigbergsgatan på Södermalm i Stockholm.
Under åren 1960̣–1966 var Tranströmer fängelsepsykolog och kurator vid en anstalt för unga kriminella i Roxtuna i Linköpings kommun. År 1961 föddes dottern Emma Tranströmer, som senare blev konsertsångerska, och 1964 föddes dottern Paula. Under åren 1965–2000 var Tomas Tranströmer psykolog vid Arbetsmarknadsinstitutet i Västerås. Han och familjen bodde på Infanterigatan 144.
Tranströmer kom redan vid sin debut med 17 dikter 1954 att hyllas som ett ungt geni, och trots visst mothugg har han byggt upp ett anseende som en av Sveriges mest respekterade och översatta moderna poeter, med ett djupt egenartat bildspråk. Under 1970- och 1980-talen var han tidvis en flitig uppläsare av sina egna verk. 
I november 1990 fick Tomas Tranströmer en stroke som ledde till afasi och förlamning av kroppens högra sida.
År 2011 tilldelades Tomas Tranströmer Nobelpriset i litteratur.
År 2012 blev Tranströmer utnämnd till hederslektor på sin gamla skola Södra Latin. I samband med detta instiftade Södra Latin Tranströmer-stipendiet som delas ut till två elever varje år.
Den 26 mars 2015 avled Tranströmer efter en kortare tids sjukdom. Han blev 83 år gammal.

## Författarskap

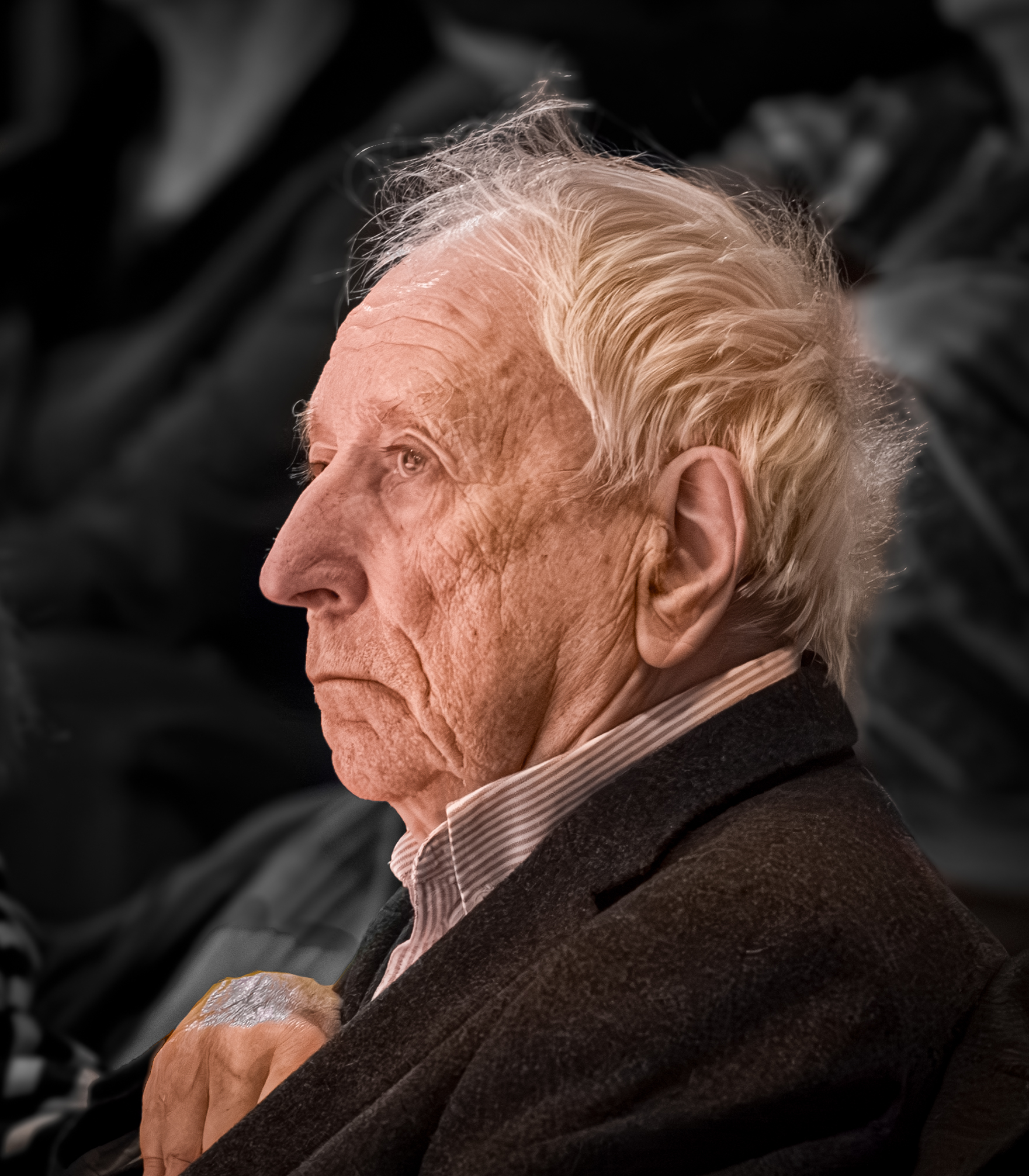
Tomas Tranströmer på Kulturhuset i Stockholm den 25 februari 2014 i samband med att Tucholskypriset delas ut..

Tomas Tranströmer räknas till de så kallade femtiotalspoeterna, med Lars Forssell och Östen Sjöstrand. Under 1950-talet blev lyriken åter på modet, och årtiondet räknas som ingången till senmodernismen. Hans 
första publicerade dikter dök upp 1948 i Södra Latins skoltidning Loke, då han bara var 16 år. I sin debutsamling 17 dikter, som var 1950-talets mest omtalade författardebut på svenska, återinförde Tranströmer den bundna versen.
Tranströmers poetiska stil beskrivs ofta som vardaglig, men med det mystiska ständigt närvarande förmedlat med ett komplicerat slag av naturlyrik. Detta det mystiska i tillvaron framträder främst i och med Tranströmers ”självlysande metaforer” vilka öppnar passager till ”en annan tillvaro”. Vad en annan tillvaro innebär i Tranströmers diktning finns det inget entydigt svar på, men de flesta uttolkare är överens om att där ytterst kan anas en religiös storhet, som till en viss grad kan jämföras med den religiösa vändningen hos författare i hans generation, som Majken Johansson, Bo Setterlind, Östen Sjöstrand och Birgitta Trotzig. Denna religiösa storhet träder hos Tranströmer fram genom närmanden i den mänskliga drömmen och den svenska naturen, och det är främst i dessa miljöer som poetens laddade metaforer slår ut i sin fulla styrka: ”själen / skavde mot landskapet så som en båt / skaver mot bryggan” (ur dikten ”Ansikte mot ansikte” i samlingen Den halvfärdiga himlen), ”Vaken i mörkret hör man / stjärnbilderna stampa i sina spiltor / högt över trädet” (ur dikten ”Storm” i samlingen 17 dikter). Samtidigt har det påpekats att det religiösa hos Tranströmer framför allt är ”en upplevelse av världen som sammanhang och närvaro” och inte finner uttryck i någon bekännelse till en konkret doktrin eller trossamfund som i Majken Johanssons, Setterlinds och Trotzigs fall. Tranströmer anses vara en stor stilist, känd för att kunna uttrycka en komplex stämning i endast några enkla meningar. 
Tranströmer var nära vän med den amerikanske norskättade poeten Robert Bly. De bägge poeterna översatte inte bara varandra till respektive modersmål, utan hade även en lång och intensiv brevkorrespondens. Korrespondensen har senare givits ut i boken Air Mail, som även är titeln på en av Tranströmers dikter från diktsamlingen För levande och döda, från 1989. Tranströmer har introducerats på nederländska av den kände prosaförfattaren och diktaren Bernlef. Tranströmers samlade dikter har översatts till slovakiska och 2001 utgivits av Milan Richter, slovakisk diktare och landets främsta översättare av nordisk och tysk lyrik.   
Tranströmers skapande var efter stroken förknippat med stora svårigheter, något han bearbetade i diktsamlingarna Sorgegondolen och Den stora gåtan. På grund av den ansträngning som krävdes för att producera de långa dikter som annars brukar karakterisera Tranströmer gick han alltmer över till haikuns korta form.
Tranströmer tilldelades Nobelpriset i litteratur år 2011 ”för att han i förtätade, genomlysta bilder ger oss ny tillgång till det verkliga”. Tranströmer blev 2011 den fjärde författaren genom tiderna som har fått både Neustadtpriset (som han tilldelades år 1990) och Nobelpriset. De tre föregående mottagarna av både Sveriges och USA:s främsta internationella litteraturpriser är Czesław Miłosz, Gabriel García Márquez och Octavio Paz.
Tranströmers dikter har översatts till finska av Caj Westerberg som fick Finlands Rundradions Översättarbjörnen 2012 för översättning av Tranströmers samlade verk.

## Musik
Tranströmer var även en begåvad pianist och hans dikter refererar ibland både till pianospel och till musik, såväl klassisk musik som jazz. Vid de få framträdanden Tranströmer gjorde efter slaganfallet spelade han ofta vänsterhandsstycken. Skådespelaren Krister Henriksson läste ibland Tranströmers dikter vid dessa tillfällen. Även Lena Endre har uppträtt tillsammans med Tranströmer. I december 2011 utsågs han till hedersledamot av Kungliga Musikaliska Akademien. I motiveringen nämndes bland annat att ”få samtida poeter har lika övertygande betonat samhörigheten mellan poesi och musik”.
Många nutida tonsättare har inspirerats av Tranströmers poesi och tonsatt hans texter. Bland dessa finns Torbjörn Nilsson, Maurice Karkoff, Lennart Hedwall, Johan Hammerth, Ulf Grahn, Stig Gustav Schönberg, Madeleine Isaksson, Per Gunnar Petersson, Margareta Hallin, Lars Edlund, Hans Gefors, Sven-David Sandström, Johan-Magnus Sjöberg, Jan Sandström, Benjamin Staern, Andrea Tarrodi, Maria Löfberg, Daniel Stagno, Anders Eliasson och Bo Hansson.
Tomas Tranströmers dotter Emma är konsertsångerska och gav, till faderns åttioårsdag 2011, ut fonogrammet Dagsmeja med hans tonsatta dikter.

### Diktsamlingar
- 1954 – 17 dikter
- 1958 – Hemligheter på vägen
- 1962 – Den halvfärdiga himlen
- 1966 – Klanger och spår
- 1970 – Mörkerseende
- 1973 – Stigar
- 1974 – Östersjöar
- 1978 – Sanningsbarriären
- 1983 – Det vilda torget
- 1989 – För levande och döda
- 1996 – Sorgegondolen
- 2001 – Fängelse
- 2004 – Den stora gåtan

### Självbiografi
- 1993 – Minnena ser mig

### Övrigt
- Tranströmer, Tomas (1976). Tal på Övralid 1975. Övralidspristagare, 1975. Motala: Heidenstamsällskapet. Libris 262355
- Tranströmer, Tomas (1981) (på tyska). Petrarca-Preis 1981: Tomas Tranströmer. Bogen, 4. München: Hanser. Libris 511607
- Tranströmer Tomas, Hohl Ludwig, red (1984) (på tyska). Petrarca-Preis, Bd. 2: Ludwig Hohl, Tomas Tranströmer, Ilse Aichinger, Gerhard Meier, Gustav Januš: 1980–1984. München: Autorenbuchhandlung. Libris 614927. ISBN 3-9800697-2-9
- Tranströmer, Tomas (1987). ”Vermeer”. Paletten (Göteborg: Stiftelsen Paletten) 1987 (1):  sid. 4. ISSN 0031-0352. Libris 2809115
- Smith, Thomas R. & Tranströmer, Tomas, red (1992) (på engelska). Walking swiftly: Writings & images on the occasion of Robert Bly’s 65th birthday (1. ed.). St. Paul: Ally Press. Libris 10870104. ISBN 0-915408-48-1
- Sjöstrand Östen & Espmark, Kjell & Tranströmer, Tomas, red (1998). A violin before the open window: An anthology with poems. Bratislava: GRAFIQ Studio for the 18th World Congress of Poets. Libris 7685886. ISBN 80-88934-08-7
- Tranströmer, Tomas; Schmidt, Torbjörn; Bly, Robert (2001). Air Mail: Brev 1964–1990. Översättare Lars-Håkan Svensson. Stockholm: Bonniers. Libris 7150473. ISBN 91-0-057384-1

## Priser och utmärkelser
- 1956 – Boklotteriets stipendiat
- 1956 – Stig Carlson-priset
- 1958 – Aftonbladets litteraturpris
- 1966 – Bellmanpriset
- 1973 – Sveriges Radios lyrikpris
- 1975 – Övralidspriset
- 1978 – Gustaf Frödings stipendium
- 1979 – De Nios Stora Pris
- 1981 – Kellgrenpriset
- 1981 – Petrarcapriset
- 1982 – Litteraturfrämjandets stora pris
- 1985 – Aniarapriset
- 1987 – Ferlinpriset
- 1988 – Pilotpriset
- 1990 – Nordiska rådets litteraturpris för För levande och döda
- 1990 – Europeiska priset, Vrsac, Jugoslavien
- 1990 – Neustadtpriset
- 1991 – Svenska Akademiens nordiska pris
- 1992 – Litteris et Artibus
- 1995 – Gustaf Fröding-sällskapets lyrikpris
- 1996 – Augustpriset för Sorgegondolen
- 1997 – LRF:s litteraturpris
- 1998 – Jan Smrekpriset, Bratislava, Slovakien
- 2001 – De Nios Stora Pris
- 2003 – Den gyllene kransen, Struga, Makedonien
- 2007 – The Griffin Trust, Lifetime Recognition Award
- 2009 – Erik Lindegren-priset
- 2011 – Professors namn
- 2011 – Nobelpriset i litteratur

Västerås kommun instiftade 1997 Tranströmerpriset för att ”belöna ett högtstående författarskap i Tomas Tranströmers anda”. Priset delas ut vartannat år till en lyriker utsedd av en jury.

## Minnesmärken och platser
- I Västerås finns flera haikudikter av Tomas Tranströmer i form av stenpoesi[32]
- I Poesiparken finns en lekplats som har hämtat inspiration från Tomas Trantrömers poesi och insektsintresse[33].
- Entrétorget utanför Stadsbiblioteket i Västerås heter sedan maj 2012 Tomas Tranströmers plats.[35]
- För att hylla Tomas Tranströmers konstnärskap bytte Medborgarplatsens bibliotek 10 juni 2014 namn till Tranströmerbiblioteket och fick då ett utökat poesiansvar och en utbyggd samling av Tomas Tranströmers verk, tillsammans med en permanent utställning om hans författarskap. [37]
- Tomas Tranströmer finns på de svenska frimärkena ”Nobeldiplom Tomas Tranströmer” som utkom 14 november 2013.[38]

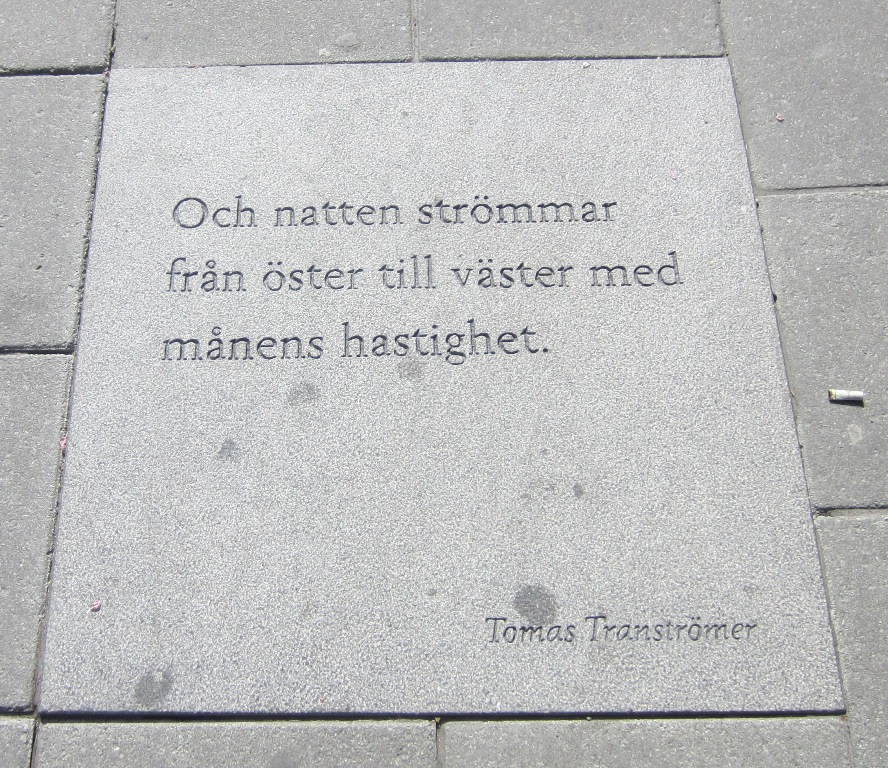
Vasagatan-Smedjegatan
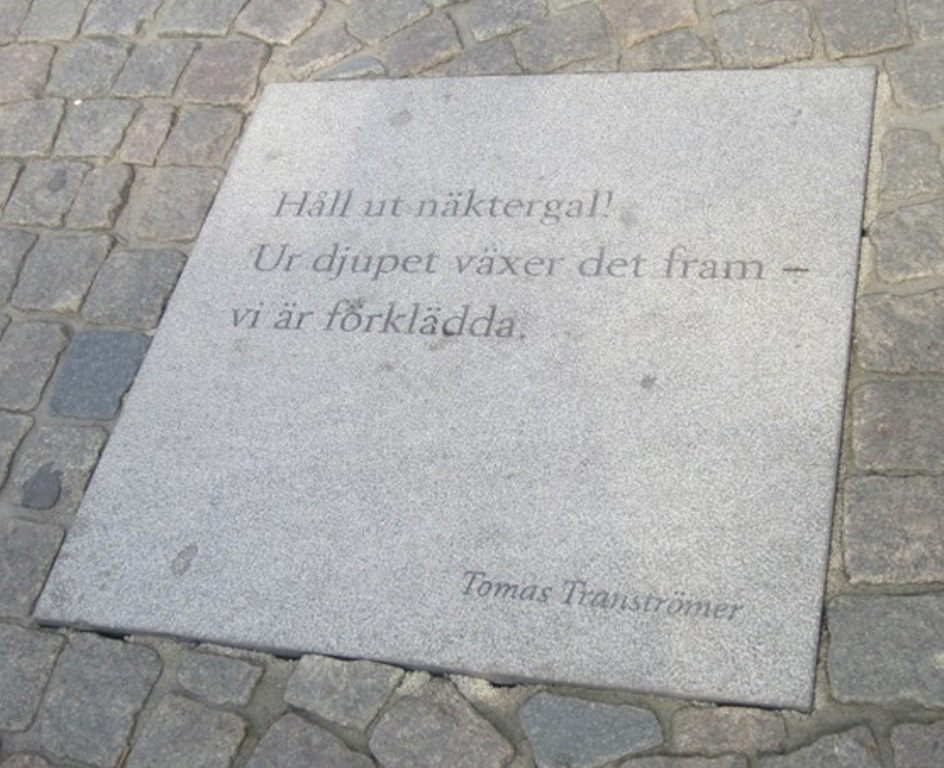
Köpmangatan-Kungsgatan
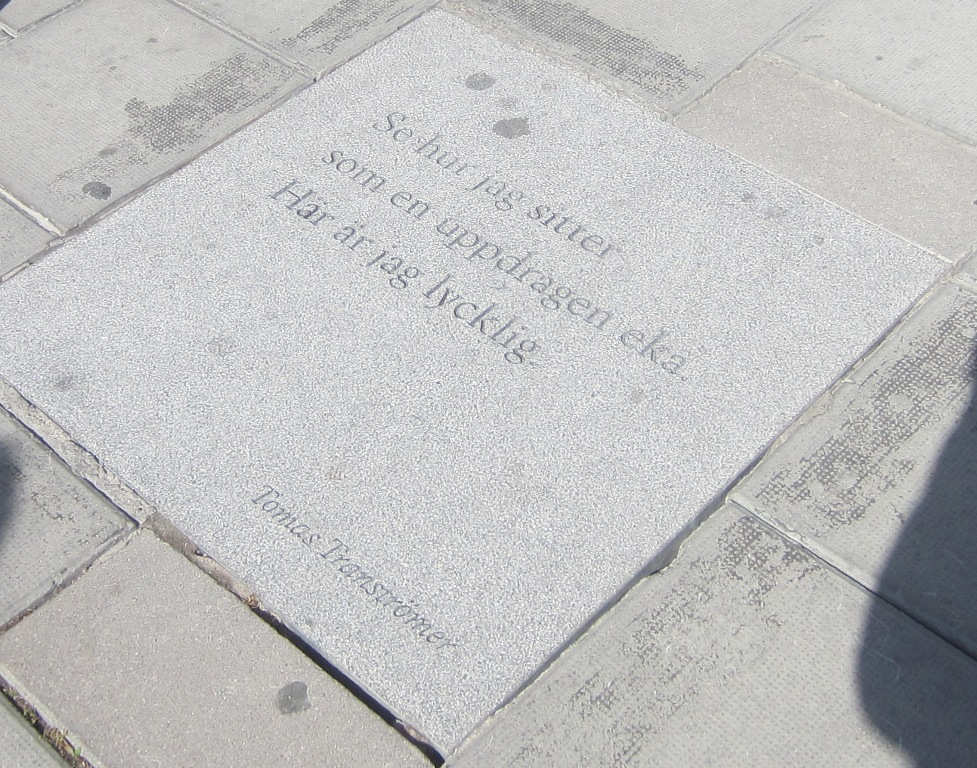
Stora gatan-Köpmangatan
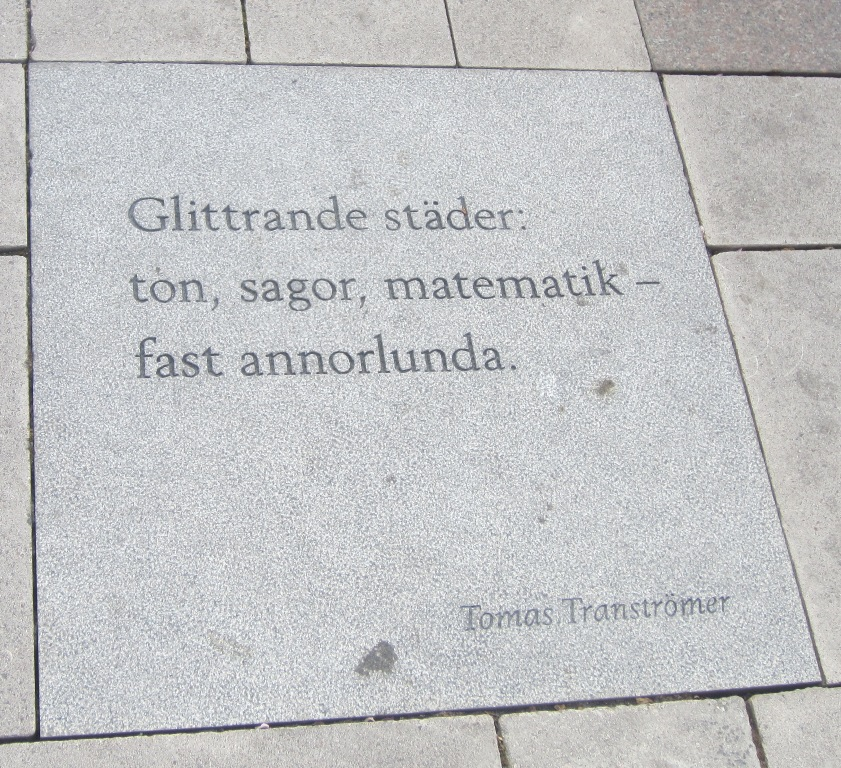
Torggatan-Hantverkargatan
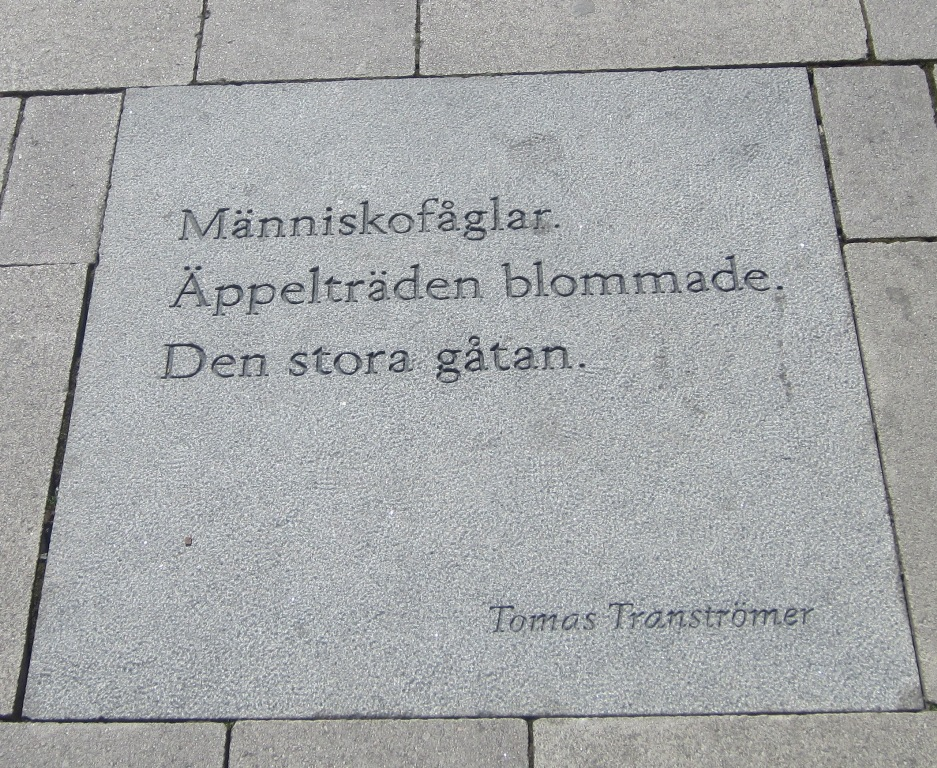
Hantverkargatan
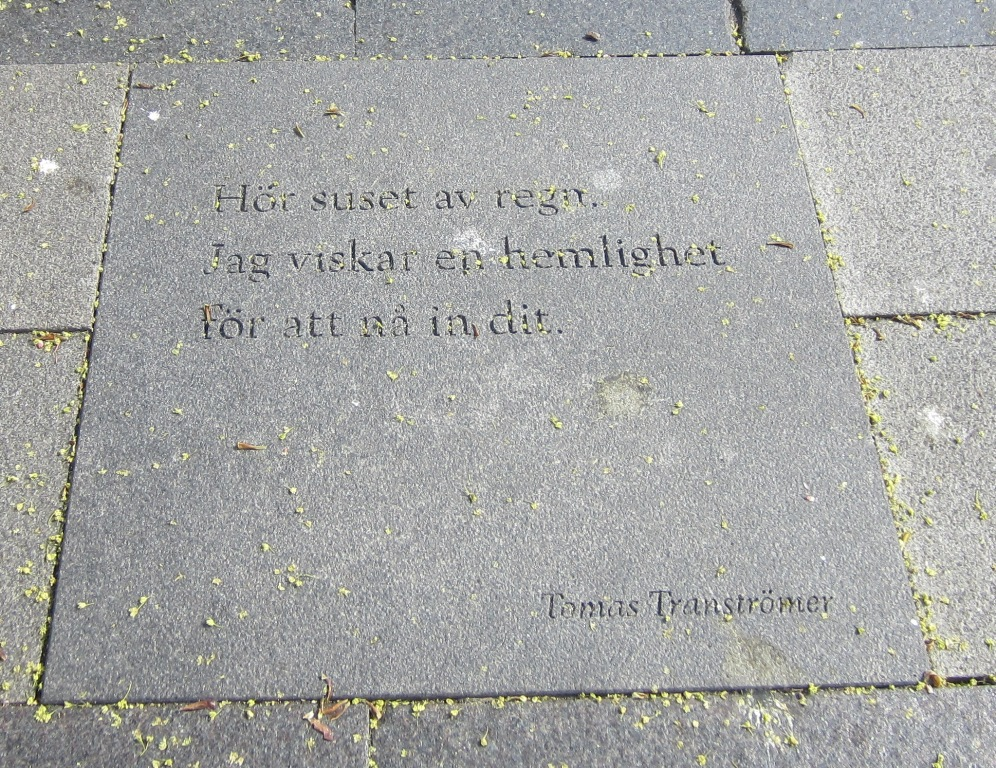
Vasagatan-Hantverkargatan
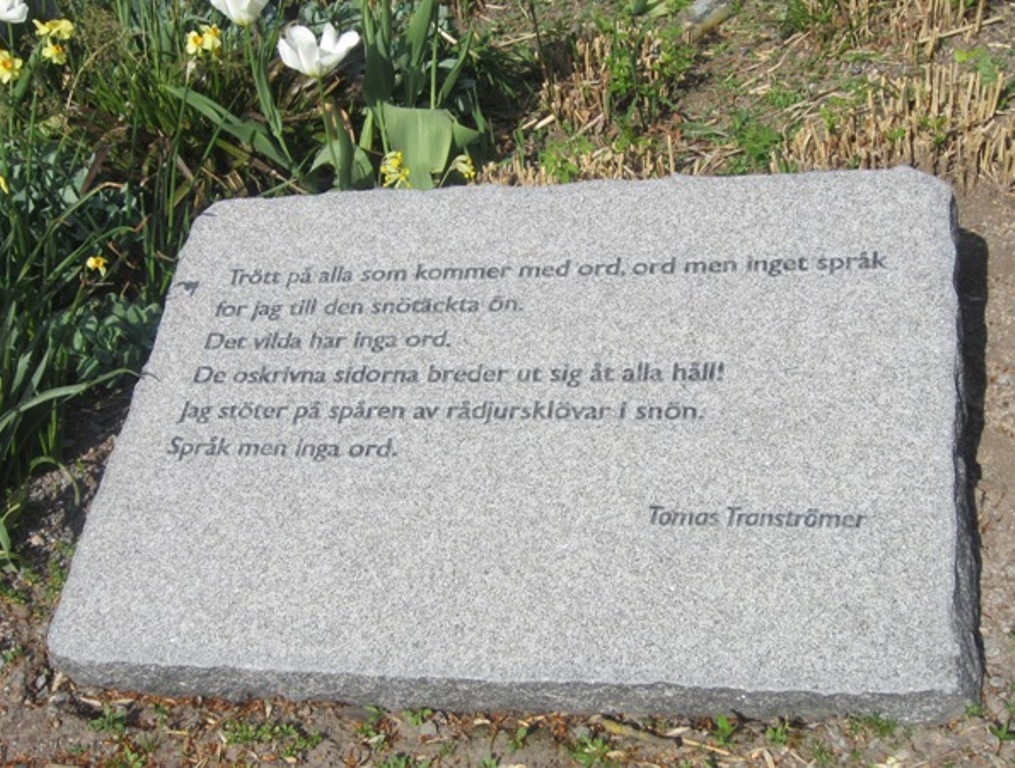
Tomas Tranströmers plats
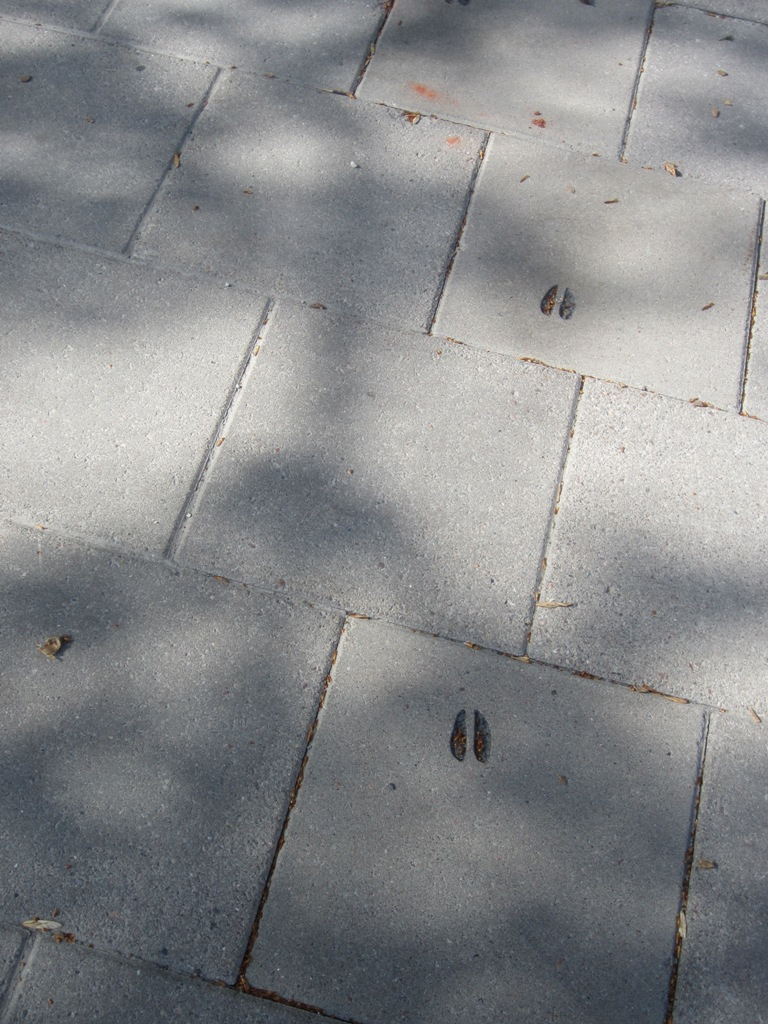
Tomas Tranströmers plats
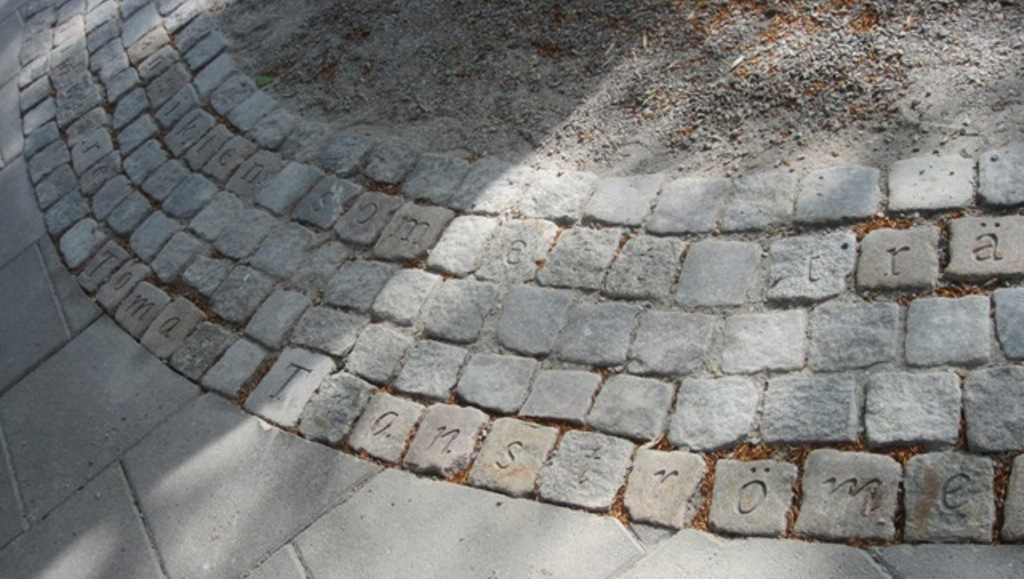
Tomas Tranströmers plats
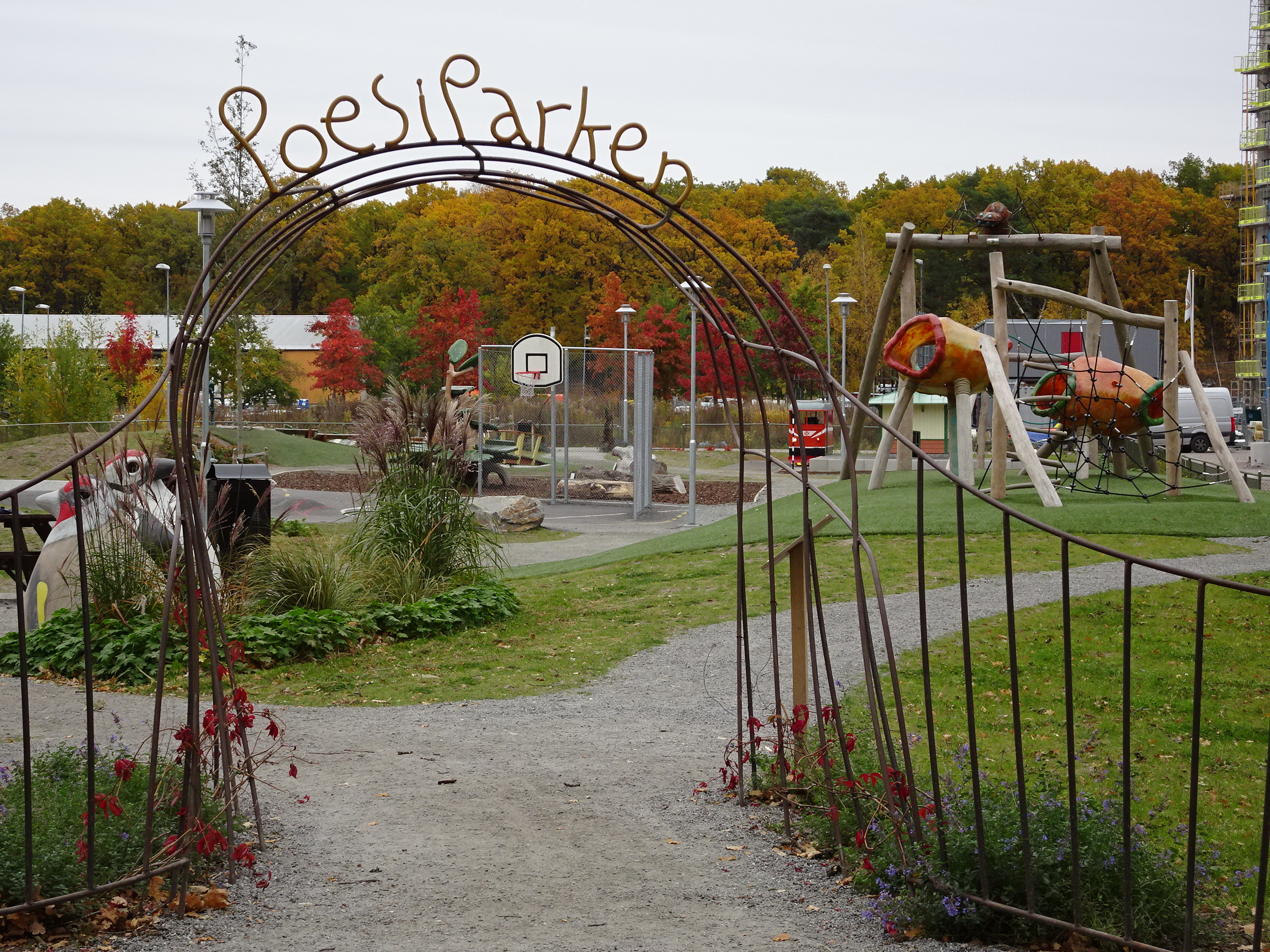
Lekplatsen Poesiparken i Västerås